# Artes marciais mistas no Brasil
As artes marciais mistas no Brasil são o segundo esporte mais popular, atrás apenas do futebol, mas historicamente o esporte de combate mais popular.
O Brasil já teve vários campeões mundiais como: Anderson Silva, José Aldo, Lyoto Machida, Vitor Belfort, Royce Gracie, Wanderlei Silva, Minotauro, Mauricio Rua, Murilo Bustamante, Junior dos Santos, Rafael dos Anjos, Fabricio Werdum, Alex Pereira, Amanda Nunes, entre outros.

## História
O precursor das artes marciais mistas em solo brasileiro foi o Vale-Tudo, um esporte de combate que remonta à década de 1920, no qual os atletas podiam usar qualquer técnica de artes marciais ou de diversos esportes de combate; como o nome sugere, vale tudo. O termo chegou a ser usado como sinônimo de MMA no país, mas caiu em desuso devido ao surgimento de regras mais rígidas e à influência da mídia para lhe dar um nome mais "civilizado". Atualmente, é usado para se referir a uma fase inicial e mais livre de regras do esporte moderno.
Grande parte da popularidade e do status do Brasil como potência neste esporte se deve à família Gracie. Em 23 de outubro de 1951, o patriarca Hélio Gracie enfrentou o lutador japonês Masahiko Kimura em uma luta que, embora não tenha sido um campeonato, contou com um pioneiro do jiu-jitsu brasileiro de um lado e um mestre de judô do outro. O resultado foi uma vitória de Kimura por pinfall, considerada uma das primeiras inovações nas artes marciais mistas.
O evento inaugural do International Vale Tudo Championship, uma das primeiras organizações brasileiras de MMA, aconteceu em 6 de julho de 1997 e tinha como objetivo reunir os melhores lutadores de diferentes estilos de artes marciais, já que Sérgio Batarelli pretendia inspirar o IVC com o que seriam os primeiros torneios do UFC. O evento contou com Gary Goodridge, que venceu o torneio ao derrotar seus três oponentes, e Dan Severn, que derrotou Ebenezer Fontes Braga em uma luta fora do torneio.
Em 1998, o Ultimate Fighting Championship realizou um evento chamado "UFC Brasil" no Ginásio da Portuguesa, em São Paulo, marcando a primeira visita do UFC a um país latino-americano. Uma das lutas mais aguardadas da noite foi entre Wanderlei Silva (futuro campeão do PRIDE FC) e Vitor Belfort (futuro campeão do UFC). Belfort desferiu o primeiro nocaute da carreira de Silva após uma série de socos aos 44 segundos de luta.

## Organizações
A Jungle Fight é considerada a maior promotora de MMA do país e da América do Sul, já que muitos de seus lutadores migraram para grandes promoções estrangeiras. Anteriormente, havia o International Vale Tudo Championship, que esteve ativo de 1997 a 2003, com um breve retorno no final da década de 2010, quando a empresa fechou definitivamente.
A Comissão Brasileira de Atletismo de MMA (CABMMA) representa as federações estaduais em todo o Brasil e é presidida pelos advogados Giovanni Biscardi e Rafael Favettia, ex-Secretário Executivo do Ministro da Justiça e Ministro da Justiça em exercício. Desde 2013, é membro da Federação Internacional de MMA (IMMAF).